# Pristimantis cabrerai
Espèce
Synonymes
- Eleutherodactylus surdus cabrerai Cochran & Goin, 1970
- Eleutherodactylus cabrerai Cochran & Goin, 1970

Statut de conservation UICN

 DD  : Données insuffisantes
Pristimantis cabrerai est une espèce d'amphibiens de la famille des Craugastoridae.

## Répartition
Cette espèce est endémique de la cordillère Occidentale en Colombie. Elle se rencontre dans les départements d'Antioquia et de Caldas entre 1 140 et 1 940 m d'altitude.

## Description
La femelle holotype mesure 39 mm.

## Étymologie
Cette espèce est nommée en l'honneur du naturaliste colombien Isadore Cabrera.

## Publication originale
- Cochran & Goin, 1970 : Frogs of Colombia. United States National Museum Bulletin, vol. 288, p. 1-655 (texte intégral).